# دارة مغناطيسية مزدوجة

الدوائر المغناطيسية المزدوجة أو الدوائر المغناطيسية المقترنة Magnetically Coupled circuits:
- كلما مر تيار كهربائي خلال مُوَصِّل، سواء كان مستمر أو متغيّر، ينتج مجال مغناطيسي حول ذلك الموصل.
- ليس ثمة جهاز يعمل كمؤشر تبادلي، ولكن هذا المفهوم يؤسس لجهاز في غاية الضرورة، وهو المحوّل.

و المحول يقوم بتحويل فرق الجهد أو الفولتية في جميع الأجهزة. وهذا الجهاز يعمل على تصغير الطاقة المستهلكة في الأجهزة ومن ثم الكلفة. فالتكلفة تقاس على الطاقة المستهلكة.

## التحريض التبادلي
ومعادلته:
V(t) = L*(di(t)/ dt)
p(l)vi=l(d(i)\d(t))i

## اصطلاحات النقطة
1- تيار يلج المنطقة المنقطة للبكرة الأولى، ينتج جهد موجب في المنطقة المنقطة للبكرة الثانية.
وتكون معادلة الجهد كالتالي: V2 = M* (di1/dt)o
2- تيار يلج المنطقة غير-المنقطة للبكرة الأولى، ينتج جهد موجب في المنطقة غير-المنقطة للبكرة الثانية.
وتكون معادلة الجهد كالتالي: V2 = M* (di1/dt)o
3- تيار يلج المنطقة المنقطة للبكرة الأولى، ينتج جهد سالب في المنطقة غير-المنقطة للبكرة الثانية.
وتكون معادلة الجهد كالتالي: V2 = -M* (di1/dt)o
4- تيار يلج المنطقة غير-المنقطة للبكرة الأولى، ينتج جهد سالب في المنطقة المنقطة للبكرة الثانية.
وتكون معادلة الجهد كالتالي: V2 = -M* (di1/dt)o

## اندماج الانداكتنس التبادلي والذاتي الجهد Combined Mutual and Self-Induction Voltage
حساب الجهد يتم بناء على المعادلاتين التالية:
- في حالة دخول كلا من التياريين نحو المنطقة المنقطة:

V1 = L1 (di1/dt) + M*(di2/dt)o
V2 = L2 (di1/dt) + M*(di2/dt)o
حيث L هو الانداكتور، ووحدته الهنري.
- في حالة دخول تيار نحو المنطقة المنقطة، وخروج التيار الآخر من المنطقة المنقطة:

V1 = -L1 (di1/dt) + M*(di2/dt)o
V2 = -L2 (di1/dt) + M*(di2/dt)o
حيث L هو الانداكتور، ووحدته الهنري.

## اعتبارات الطاقة Energy Considerations
مجموع الطاقة المخزنة في البكرتين المزدوجتين تحتوي على ثلاثة مصطلحات متفرقة: الطاقة المخزنة في الانداكتنس الذاتي Li^2)*1/2)، والطاقة المخزنة في الانداكتنس التبادلي (Mi1i2)
- عامل الازدواج:

k= M/√L1L2، ما بين 0 و1.
و الطاقة تقاس بـالمعادلة:
1/2 * L * i^2